# Sobrals flygplats
Sobrals regionala flygplats – Luciano de Arruda Coelho (portugisiska: Aeroporto regional de Sobral – Luciano de Arruda Coelho) är en regional flygplats i Sobral i Ceará i Brasilien. Flygplatsen ligger i distriktet Patriarca, 26 km nordost om centrala Sobral. 
Väg CE-555 (Rodovia Maria José Santos Ferreira Gomes) förbinder flygplatsen med CE-178. 
Flygplatsen invigdes 1 april 2022. Den kommer att ta över trafiken från den centralt belägna Sobral flygplats – Coronel Virgílio Távora som ska stängas.

## Flygplatsen
Landningsbanan (10/28) är asfaltbelagd och 1 800×30 m. Den har ledljus för att ta emot trafik dygnet runt. Flygplatsen kan ta emot upp till medelstora flygplan. Hela flygplatsområdet täcker 180 hektar.